# Korejská Wikipedie
Korejská Wikipedie je jazyková verze Wikipedie v korejštině. Byla založena na podzim roku 2002. V lednu 2022 obsahovala přes 572 000 článků a pracovalo pro ni 25 správců. Registrováno bylo přes 715 000 uživatelů, z nichž bylo přes 2 100 aktivních. V počtu článků byla 24. největší Wikipedie.
V roce 2019 bylo zobrazeno okolo 962,8 milionu dotazů. Denní průměr byl 2 637 818 a měsíční 80 233 642 dotazů. Nejvíce dotazů bylo zobrazeno v květnu (93 443 351), nejméně v prosinci (70 003 001). Nejvíce dotazů za den přišlo v úterý 3. září (10 242 348), nejméně v pátek 27. prosince (1 968 140).
Fyzicky je server, na kterém běží korejská, čínská a japonská Wikipedie, umístěn v datacentru Yahoo! v Soulu.[zdroj?]